# Karl-Olof Finnberg
Karl-Olof Finnberg, född 1 juli 1922 i Lycksele, död 8 juni 1987 i Bromma, var en svensk orkesterledare och musiker (sångare, gitarrist).
Finnberg var medlem i sånggruppen Flickery Flies 1946–1954.
På Svenskt visarkiv finns ett femtiotal arrangemang för fyra röster, text och ackordsanalys, skrivna av Karl-Olof Finnberg.

## Filmografi
- 1953 – I dur och skur – sångare och gitarrist i Flickery Flies

## Diskografi i urval
- Klockorna vid Seine - Hasse Wallins orkester
- Mexican hat dance - Hasse Wallin, dragspel - Karl Olof Finnbergs orkester
- Apasionadamente - Jaerde - Finnbergs orkester
- Kan vi inte börja om igen? (La ultima noche) - Jærde - Finnbergs orkester